# I Am Not a Human Being
I Am Not a Human Being es el octavo álbum de estudio del rapero estadounidense Lil Wayne, estrenado digitalmente el 27 de septiembre de 2010. La versión física fue lanzada el 12 de octubre de 2010. La producción del álbum estuvo a cargo de Lil Wayne, Boi-1da, Cool & Dre, StreetRunner, Noah "40" Shebib e Infamous, entre otros.
El álbum debutó en la 2ª posición del Billboard Hot 200, basándose solo en las ventas digitales en su primera semana. Tras su lanzamiento físico, las ventas subieron y llegó a la cima de la lista, convirtiéndose en el segundo álbum número 1 en EE. UU. de Lil Wayne.

## Recepción

### Rendimiento comercial
El álbum debutó en el segundo puesto del Billboard Hot 200, con 110.000 descargas en su primera semana. En su segunda semana, cayó al puesto 16º de la lista y vendió 16.000 copias. Tras su lanzamiento en CD el 12 de octubre, el álbum vendió 125.000 copias y subió al primer puesto del Billboard Hot 200 en su tercera semana. Se convirtió en el segundo álbum número 1 en EE. UU. de Lil Wayne, y en el séptimo en llegar al top-ten. El 18 de noviembre de 2010 fue certificado platino por la Recording Industry Association of America. El 5 de septiembre de 2011 el álbum llevaba vendidas 953.000 copias en Estados Unidos.

### Recepción de la crítica
I Am Not a Human Being recibió reseñas mixtas y positivas de la mayoría de críticos. Acumula un total de 65 puntos sobre 100 sobre la base de sus críticas, lo que indica "reseñas generalmente positivas", de acuerdo con Metacritic.

## Lista de canciones
| N.º   | Título                                                                         | Escritor(es)                                                                                   | Productor(es)                   | Duración |  |
| 1.    | «Gonorrhea» (con Drake)                                                        | Dwayne Carter, Jr., Daniel Johnson                                                             | Kane Beatz                      | 4:22     |  |
| 2.    | «Hold Up» (con T-Streets)                                                      | Carter, Jesse James, Keith Miller, Brian Parker, David Stokes, Brian Wicker                    | The Olympicks                   | 4:11     |  |
| 3.    | «With You» (con Drake)                                                         | Carter, Aubrey Graham, Nicholas Warwar                                                         | StreetRunner                    | 3:49     |  |
| 4.    | «I Am Not a Human Being»                                                       | Carter, Andrews Correa, Marco Rodriguez-Diaz                                                   | Infamous, Drew Correa           | 4:05     |  |
| 5.    | «I'm Single»                                                                   | Carter, Graham, Noah Shebib, Sidney Brown, Christopher Gibson, Matthew Samuels, Dalton Tennant | Noah "40" Shebib, Omen (co.)    | 5:33     |  |
| 6.    | «What's Wrong With Them» (con Nicki Minaj)                                     | Carter, Onika Maraj, Bigram Zayas                                                              | Develop                         | 3:31     |  |
| 7.    | «Right Above It» (con Drake)                                                   | Carter, Graham, Johnson                                                                        | Kane Beatz                      | 4:32     |  |
| 8.    | «Popular» (con Lil Twist)                                                      | Carter, Christopher Moore, Marcello Valenzano                                                  | Cool & Dre                      | 4:40     |  |
| 9.    | «That Ain't Me» (con Jay Sean)                                                 | Carter, Warwar, Kamaljit Jhooti, Roger Pasco, Michael Aiello                                   | StreetRunner                    | 4:03     |  |
| 10.   | «Bill Gates»                                                                   | Carter, Matthew Samuels, Matthew Burnett                                                       | Boi-1da, Matthew Burnett (add.) | 4:19     |  |
| 11.   | «YM Banger» (con Gudda Gudda, Jae Millz y Tyga)                                | Carter, Carl Lilly, Jarvis Mills, Michael Stevenson                                            | Mike Banger                     | 3:55     |  |
| 12.   | «YM Salute» (con Lil Twist, Lil Chuckee, Gudda Gudda, Jae Millz y Nicki Minaj) | Carter, Maraj, Moore, Lilly, Mills, Rashad Ballard                                             | Mr. Pyro                        | 5:14     |  |
| 13.   | «I Don't Like the Look of It» (con Gudda Gudda)                                | Carter, Lilly, Jahlil Orlando                                                                  | Jahlil Beats                    | 3:18     |  |
| 55:42 |                                                                                |                                                                                                |                                 |          |  |

## Listas

### Listas semanales
| Lista (2010)                                | Posición máxima |
| ------------------------------------------- | --------------- |
| Australian Albums Chart                     | 60              |
| Belgium Albums Chart (Valonia)              | 99              |
| Canadian Albums Chart                       | 4               |
| Estados Unidos Billboard 200                | 1               |
| Estados Unidos Billboard Digital Albums     | 1               |
| Estados Unidos Billboard R&B/Hip-Hop Albums | 1               |
| Estados Unidos Billboard Rap Albums         | 1               |
| French Albums Chart                         | 167             |
| Swiss Albums Chart                          | 46              |
| UK Albums Chart                             | 56              |
| UK R&B Chart                                | 8               |

### Listas de fin de año
| Lista (2010)                 | Posición |
| ---------------------------- | -------- |
| Estados Unidos Billboard 200 | 21       |

## Historial de lanzamientos
| País           | Fecha                    | Formato          | Discográfica                              |
| -------------- | ------------------------ | ---------------- | ----------------------------------------- |
| Estados Unidos | 27 de septiembre de 2010 | Descarga digital | Young Money, Cash Money, Universal Motown |
| Estados Unidos | 12 de octubre de 2010    | CD               | Young Money, Cash Money, Universal Motown |
| Reino Unido    | 18 de octubre de 2010    | CD               | Young Money, Cash Money, Universal Island |
| Reino Unido    | 22 de octubre de 2010    | Descarga digital | Young Money, Cash Money, Universal Island |